# Ciadoux
Ciadoux (em occitano:  Siadors) é uma comuna francesa na região administrativa da Occitânia, no departamento do Alto Garona. Estende-se por uma área de 9.73 km², com 221 habitantes, segundo o censo de 2018, com uma densidade de 23 hab/km².